# Liza Maza

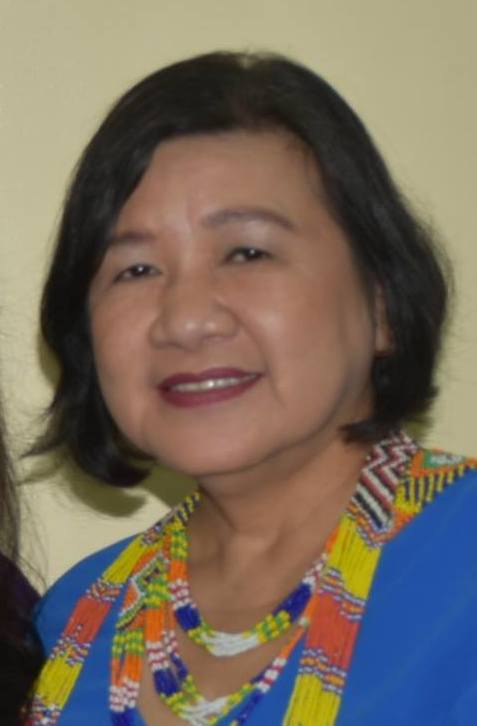
Liza Maza in 2017

Liza L. Maza (San Pablo, 8 september 1957) is een Filipijns politica en activiste. Maza is sinds 2001 lid van het Filipijns Huis van Afgevaardigden namens GABRIELA, een partijlijst-partij voor vrouwen. Aan de verkiezingen van 2010 nam Maza deel voor een zetel in de Filipijnse Senaat. Om hier meer kans op te maken sloot ze zich samen met een andere linkse politicus, Satur Ocampo, aan bij de Nacionalista Party, een van de traditionele gevestigde politieke partijen in de Filipijnen.

## Biografie
Maza groeide op in San Pablo City in de provincie Laguna. Ze komt uit een gezin van tien kinderen en haar vader was eigenaar van een supermarkt. Ze studeerde economie aan de University of the Philippines. Na haar afstuderen was ze onderzoeker en docent aan het St. Scholastica College. Later trad ze in dienst bij GABRIELA, een militante en de grootste vrouwenbeweging van de Filipijnen. Maza was veertien jaar lang secretaris-generaal van GABRIELA. Ook was ze een van de medeoprichters van het Aziatische sectie van Women’s International League for Peace and Freedom en uitvoerend commissielid van Women’s International Democratic Federation. 
Bij de verkiezingen van 2001 werd ze namens de partijlijst-partij Bayan Muna gekozen als sectorafgevaardigde in het Filipijns Huis van Afgevaardigden. Drie jaar later werd ze opnieuw gekozen. Ditmaal namens GABRIELA. In 2007 volgde een herverkiezing voor een derde en daarmee laatste opeenvolgende termijn. Als afgevaardigde zette ze zich in voor de rechten van de vrouw. Ze was initiator van diverse wetten en resoluties, zoals de Anti-Trafficking in Persons Act van 2003 en de controversiële Philippine Divorce Bill. Ze is vicevoorzitter van de Commissie voor Vrouwen en is daarnaast lid van diverse commissies zoals de commissie voor Civiele, Politieke en Mensenrechten, de Commissie voor Kiesrecht en Verkiezingshervormingen, de Commissie voor Buitenlandse Zaken, de commissie voor Gezondheid en de Commissie voor Rechtspraak.
Bij de verkiezingen van 2010 was Maza kandidaat voor een zetel in de Filipijnse Senaat. Ze haalde met ruim 3,8 miljoen stemmen echter onvoldoende stemmen om te worden verkozen.